# Bhimber
Bhimber (in urdu بھمبر) è una città del Pakistan, situata nella provincia dell'Azad Kashmir.